# Harald Bräuniger
Harald Walter Bräuniger (* 27. August 1911 in Pakosch in der Provinz Posen; † 24. Januar 1988 in Rostock) war ein deutscher Pharmazeut und Hochschullehrer.

## Leben

### Familie und Werdegang
Harald Bräuniger war der Sohn von Arthur Bräuniger (1884–1941), einem Beamten, und dessen Ehefrau Amanda (geb. Tesmer, 1885–1943). 
Nach dem Abschluss seiner Schulausbildung mit dem Abitur im Jahr 1930 in Schneidemühl, absolvierte er dort seine Ausbildung als Apothekenpraktikant und Assistent. Von 1933 bis 1938 studierte er Pharmazie und Lebensmittelchemie an der Universität Leipzig sowie an der Technischen Hochschule Dresden. Im Jahr 1935 schloss er seine Pharmazeutische Staatsprüfung erfolgreich ab. 1938 erlangte er die Staatsprüfung zum Lebensmittelchemiker und promovierte im selben Jahr an der Technischen Hochschule Dresden mit der Dissertation Stufenphotometrische Bestimmungen von Magnesium im Blute zum Dr. rer. nat.
Nach seiner Promotion arbeitete er zunächst als Apotheker in Schneidemühl und Thalheim im Erzgebirge. Während des Zweiten Weltkriegs diente er von 1939 bis 1945 als Marineapotheker in der Wehrmacht. Nach dem Krieg war er von 1945 bis 1948 Krankenhausapotheker und übernahm später die Leitung der Krankenhausapotheke in Stralsund. Im Jahr 1947 erhielt er einen Lehrauftrag für Pharmazeutische Chemie an der Universität Rostock.
Seine akademische Laufbahn setzte er von 1948 bis 1966 als Wissenschaftlicher Oberassistent an der Universität Rostock fort und habilitierte 1954 an der Universität Rostock mit seiner Arbeit Der Peptidanteil der Mutterkornalkaloide zum Dr. rer. nat. habil. Von 1966 bis 1969 war er Professor mit Lehrstuhl für Pharmazie an der Universität Jena. Nachdem die Pharmazie in Jena der Dritten Hochschulreform zum Opfer gefallen war, kehrte er an die Universität Rostock zurück und war von 1969 bis 1976 erneut als ordentlicher Professor für Pharmazeutische Chemie tätig.
Zu seinen Studenten gehörte der spätere Apotheker Dieter Heise, der 1957 bei ihm promovierte.
Harald Bräuniger war in verschiedenen Positionen innerhalb der akademischen Selbstverwaltung aktiv. Von 1954 bis 1966 fungierte er als Fachrichtungsleiter Pharmazie und war Direktor des Pharmazeutisch-Chemischen Instituts. Zudem war er mehrfach Dekan der Mathematisch-Naturwissenschaftlichen Fakultät und kommissarischer Institutsdirektor des Pharmazeutisch-Chemischen Instituts in den Jahren 1966 bis 1967. Er war auch Direktor des Instituts für Pharmazie und Lebensmittelchemie an der Universität Jena und Mitglied in zahlreichen wissenschaftlichen Gremien, darunter der Pharmazeutischen Gesellschaft der DDR und der Deutschen Arzneibuchkommission.
Er trat 1976 in den Ruhestand.

### Berufliches Wirken
Harald Bräuniger spielte eine entscheidende Rolle in der Entwicklung der pharmazeutischen Ausbildung in Rostock. Nach einer Unterbrechung der Pharmazieausbildung ab 1938, die auch nach dem Zweiten Weltkrieg anhielt, gelang es ihm, eine pharmazeutische Abteilung zu gründen und zu leiten. Diese erhielt 1955 den Status eines Instituts, dessen Direktor er wurde. Seine Forschung konzentrierte sich auf pharmazeutische Analytik und Papierchromatographie, insbesondere im Bereich der Glycoside. Er war der erste Rostocker Hochschullehrer, der sich fast ausschließlich der Pharmazie widmete, ohne in anderen medizinischen Disziplinen integriert zu sein, obwohl die Immatrikulation für Pharmazie nicht möglich war. Bis heute wird in Rostock kein eigenständiger Pharmazie-Studiengang angeboten.
Er beteiligte sich als Redaktionsmitglied der Fachzeitschrift Pharmazie auch an deren Veröffentlichungen.

## Mitgliedschaften
Harald Bräuniger war von 1958 bis 1967 ehrenamtlicher Vorsitzender der 1948 von Johannes Valentin gegründeten Scheele-Gesellschaft (Gruppe Mecklenburg) und engagierte sich in verschiedenen wissenschaftlichen und akademischen Organisationen.
Von 1949 bis 1957 war er Mitglied der National-Demokratische Partei Deutschlands (NDPD).

## Ehrungen und Auszeichnungen
Für seine herausragenden Verdienste wurde Harald Bräuniger mehrfach ausgezeichnet. 1961 erhielt er die Hufeland-Medaille in Silber, 1964 wurde ihm der Titel Oberpharmazierat verliehen und am 24. Mai 1968 erhielt er von der Pharmazeutischen Gesellschaft der DDR die Doebereiner-Medaille für seine Forschungen zur Arzneimittel-Synthese. 1969 wurde ihm die Medaille der Friedrich-Schiller-Universität Jena verliehen.

## Schriften (Auswahl)
- Stufenphotometrische Bestimmungen von Magnesium im Blute. 1938.
- Der Peptidanteil der Mutterkornalkaloide. 1954.